# Jiří Šlégr
Jiří Šlégr, född 1971 i Jihlava i Tjeckoslovakien, är en före detta tjeckisk ishockeyspelare. Han draftades som nummer 23 av Vancouver Canucks 1990. Har sedan dess även spelat i Pittsburgh Penguins, Edmonton Oilers, Atlanta Thrashers, Detroit Red Wings och Boston Bruins i NHL, där han totalt spelade 622 matcher. Slegr är medlem i trippelguldklubben och var med om att vinna OS-guld i Nagano med Tjeckien 1998.

## Meriter
- Wikimedia Commons har media som rör Jiří Šlégr.
- J20 VM-Brons 1989, 1990, 1991
- J20 VM uttagen i All-Star Team 1990
- J20 VM utsedd till bäste back 1991
- OS-brons 1992
- OS-guld 1998
- VM-brons 1997
- VM-guld 2005
- NHL Stanley Cup-mästare 2002